# グラード (イタリア)
グラード（伊: Grado）は、イタリア共和国フリウリ＝ヴェネツィア・ジュリア州ゴリツィア県にある、人口約7,700人の基礎自治体（コムーネ）。ローマ時代にさかのぼる歴史を有する中心市街は、アドリア海北縁の潟湖（ラグーナ）に浮かぶ島に位置する。

## 名称
標準イタリア語以外の言語では以下の名を持つ。
- フリウリ語: Grau
- ヴェネト語グラード方言 (it) : Gravo
- スロベニア語: Gradež

## 地理

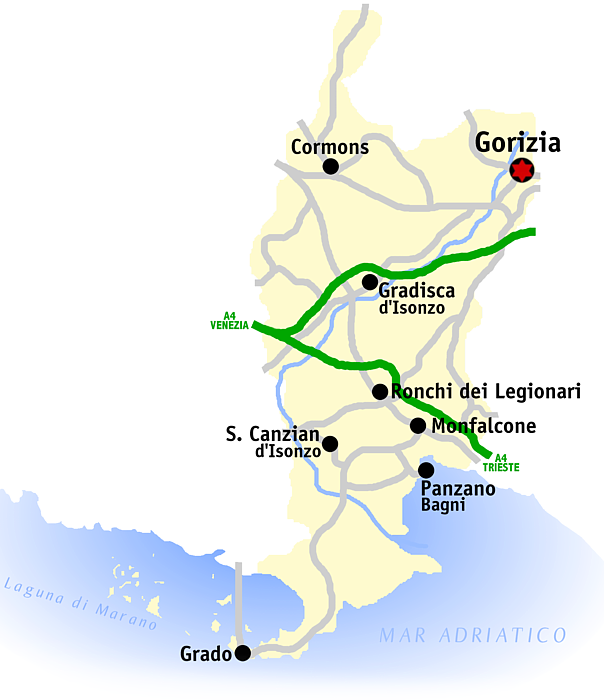
ゴリツィア県

### 位置・広がり
ゴリツィア県南部に所在するコムーネである。潟湖上のグラードの街は、モンファルコーネから南西へ約18km、州都トリエステからトリエステ湾を隔てて西へ31km、県都ゴリツィアから南南西へ34km、ウーディネから南南東へ45km、ヴェネツィアから東北東へ88kmの距離にある。
自治体（コムーネ）としてのグラードは、潟湖上の多くの島々や、本土を含んでおり、広大な範囲にわたっている。グラード潟上の島々のほとんどは無人島である。

#### 隣接コムーネ
隣接するコムーネは以下の通り。括弧内のUDはウーディネ県所属を示す。
| - テルツォ・ダクイレーイア (UD) - 北 - アクイレイア (UD) - 北 - フィウミチェッロ・ヴィッラ・ヴィチェンティーナ (UD) - 北東 - サン・カンツィアン・ディゾンツォ - 北東 - スタランツァーノ - 北東 - マラーノ・ラグナーレ (UD) - 西 - トルヴィスコーザ (UD) - 北西 - サン・ジョルジョ・ディ・ノガーロ (UD) - 北西 |

### 地勢・地形
中心市街はアドリア海（ヴェネツィア湾）北縁の潟湖（ラグーナ）・グラード潟 (it:Laguna di Grado) の周辺に浮かぶ島、イーゾラ・ドーロ（Isola d'oro）にある。潟湖上の島という立地条件はヴェネツィアと似ている。
著名な島としては、潟湖東部に位置して教会が建てられ聖地とされているバルバナ島 (it:Barbana (isola)) が挙げられる。

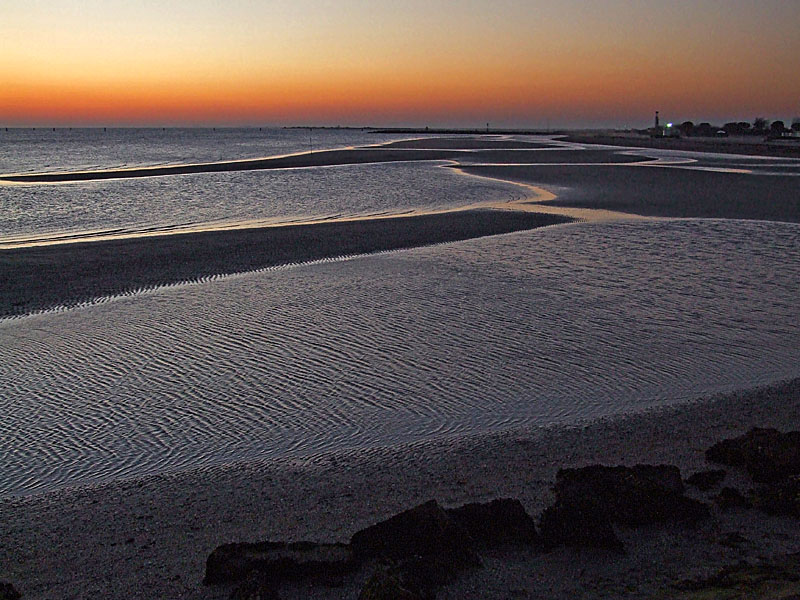
グラード潟の夕景

### 気候分類・地震分類
グラードにおけるイタリアの気候分類 (it) および度日は、zona E, 2239 GGである。
また、イタリアの地震リスク階級 (it) では、zona 3 (sismicità bassa) に分類される。

### 主要な集落
グラード（Grado）の中心市街は、イーゾラ・ドーロの潟湖側に発達した都市である。グラード＝ピネータ（Grado-Pineta）はイーゾラ・ドーロのアドリア海側の町である。
本土側にもいくつかの小集落があり、そのうちで最も大きいものがフォッサロン・ディ・グラード（Fossalon di Grado）である。

## 歴史

### 古代

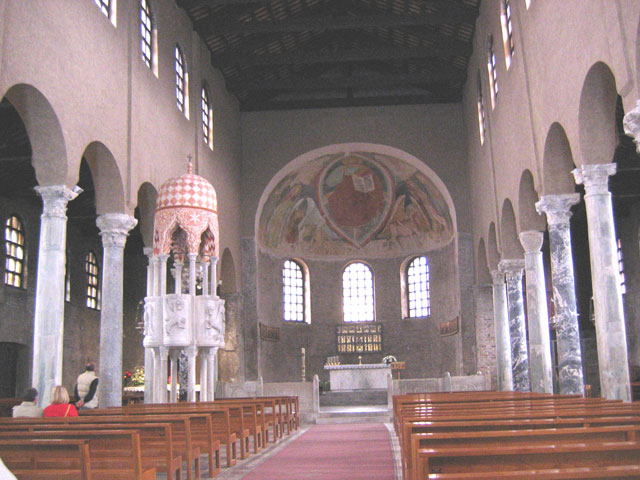
サンテウフェミア聖堂

町の歴史は古く、ローマ時代には、Aquae Gradatae の名で知られた。この地方の中心都市であったアクイレイアは、潟湖を挟んで10km北にあり、グラードはその外港としてアクイレイアと密接な関係を持っていた。
西ローマ帝国の末年、異民族の侵入にさらされると、多くの人々が安全な場所を求めてアクイレイアからグラードへ逃れてきた。452年にはアクイレイア司教 (it:Patriarchi di Aquileia) のニケタス (Nicetas (Bishop of Aquileia)) がグラードに一時逃れて来ている。5世紀頃には、サンタマリア・デッレ・グラツィエ聖堂や、サンテウフェミア聖堂が建てられた。また、この町はアクイレイア総大司教国の海軍の拠点となった。

### 中世
568年、ランゴバルド人の侵入を受け、アクイレイア総大司教パウリヌスはグラードに遷座した。
その後、この地方を管轄する教会は分裂し、二人の総大司教が並び立つことになる。アクイレイアの総大司教と、ヴェネツィア潟やグラードなど沿岸地方のラテン人を基盤とするグラードの総大司教 (it:Patriarcato di Grado) （のちにチヴィダーレに移転）である。990年、アクイレイア総大司教ポッポーネ (it:Poppone) がグラードを占領したが、これを維持することは出来なかった。1027年、教皇がグラードとヴェネツィア地方におけるアクイレイア大司教の優越した地位を確認することで、事態は収拾された。
1451年、教皇ニコラウス5世によって、総大司教座はグラードからヴェネツィアに移された。これにより、グラードは小さな町へと転落した。

### 近代
グラードは、ナポレオン戦争中の1810年にイギリスに、1812年にフランスによって占領され、そのたびに略奪を受けた。1815年にオーストリア領になった。
第一次世界大戦休戦後の1918年、この地はイタリア王国の手にわたり、1920年に正式にイタリアの領土となった。

## 社会

### 産業・経済
かつてはアドリア海の漁業の拠点のひとつであった。また温泉があり、湯治場・観光地としても知られている。

### 人口

#### 居住地区別人口
国立統計研究所（ISTAT）は居住地区（Località abitata）別の人口として以下を掲げている。統計は2001年時点。
| 地区名                       | 標高 | 人口  | 備考                                             |
| ---------------------------- | ---- | ----- | ------------------------------------------------ |
| GRADO                        | 0/2  | 8,728 | 海上の島嶼を含むコムーネ                         |
| FOSSALON DI GRADO            | 1    | 103   |                                                  |
| GRADO *                      | 2    | 7,014 |                                                  |
| GRADO-PINETA                 | 2    | 603   |                                                  |
| Fossalon-Via Valle 13-20     | 2    | 27    |                                                  |
| Fossalon-Via Valle 9-16      | 2    | 34    |                                                  |
| Villaggio Primero            | 2    | 86    |                                                  |
| Villaggio Punta Sdobba       | 2    | 4     | 宅地造成中の地区のため人口は安定したものではない |
| Case Sparse                  | -    | 847   |                                                  |
| Barancole                    | 0/1  | -     | マラーノ・ラグナーレとの境界未画定               |
| Isola Ara Storta             | 0/1  | -     | 海上の島                                         |
| Isola dei Busiari            | 0/1  | -     | 海上の島                                         |
| Isola del Lovo               | 0/2  | -     | 海上の島                                         |
| Isola Marina dei Manzi       | 0/2  | -     | 海上の島                                         |
| Isola Marina di Macia        | 0/2  | -     | 海上の島                                         |
| Isola Montaron               | 0/2  | -     | 海上の島                                         |
| Isola Morgo                  | 0/2  | 3     | 海上の島                                         |
| Case Sparse                  | -    | 3     |                                                  |
| Isola Pampagnola             | 0/2  | -     | 海上の島                                         |
| Isola San Pietro d'Orio      | 0/1  | -     | 海上の島                                         |
| Isola Santuario di Barbana   | 0/2  | 7     | 海上の島                                         |
| Santuario di Barbana         | -    | 7     | 修道院                                           |
| Isola Villanova              | 0/2  | -     | 海上の島                                         |
| Isola Volpera                | 0/2  | -     | 海上の島                                         |
| Isole Canale Mee Strettolo   | 0/1  | -     | 海上の島                                         |
| Isole Casoni Bacansentinella | 0/1  | -     | 海上の島                                         |
| Laccia                       | 0/1  | -     | マラーノ・ラグナーレとの境界未画定               |
| Laguna di Grado              | 0/1  | -     | 潟湖                                             |
| Massion                      | 0/2  | -     | 海上の島                                         |
| Ravaiarina                   | 0/2  | -     | 海上の島                                         |
| Terra Emersa Valle del Moro  | 0/2  | -     | 海上の島                                         |

ISTATは人口統計上、家屋密度の高い centro abitato （居住の中心地区）、密度の低い nucleo abitato （居住の核となる地区）、まとまった居住地区を形成していない case sparse （散在家屋）の区分を用いている。上の表で地名がすべて大文字で示されているものが centro abitato である。「*」印が付されているのは、コムーネの役場・役所 la casa comunale の置かれている地区である。

## 文化・観光
- サンテウフェミア聖堂　 (it:Basilica di Sant'Eufemia (Grado))

5世紀頃に建設された。
- サンタマリア・デッレ・グラツィエ聖堂　 (it:Basilica di Santa Maria delle Grazie (Grado))

4～5世紀に建てられた。6世紀に改修され、1640年にはバロック様式で修復された。
- バルバナ島　 (it:Barbana (isola))

潟湖上の小さな島。教会が建てられ、聖地となっている。

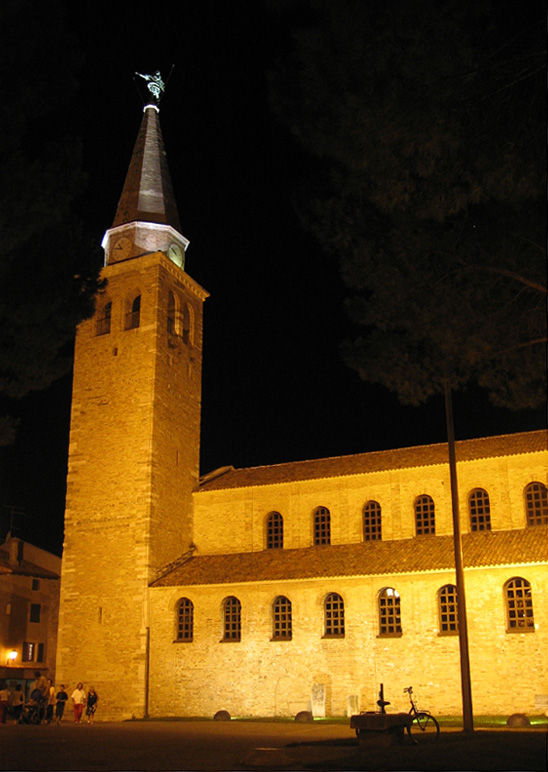
サンテウフェミア聖堂
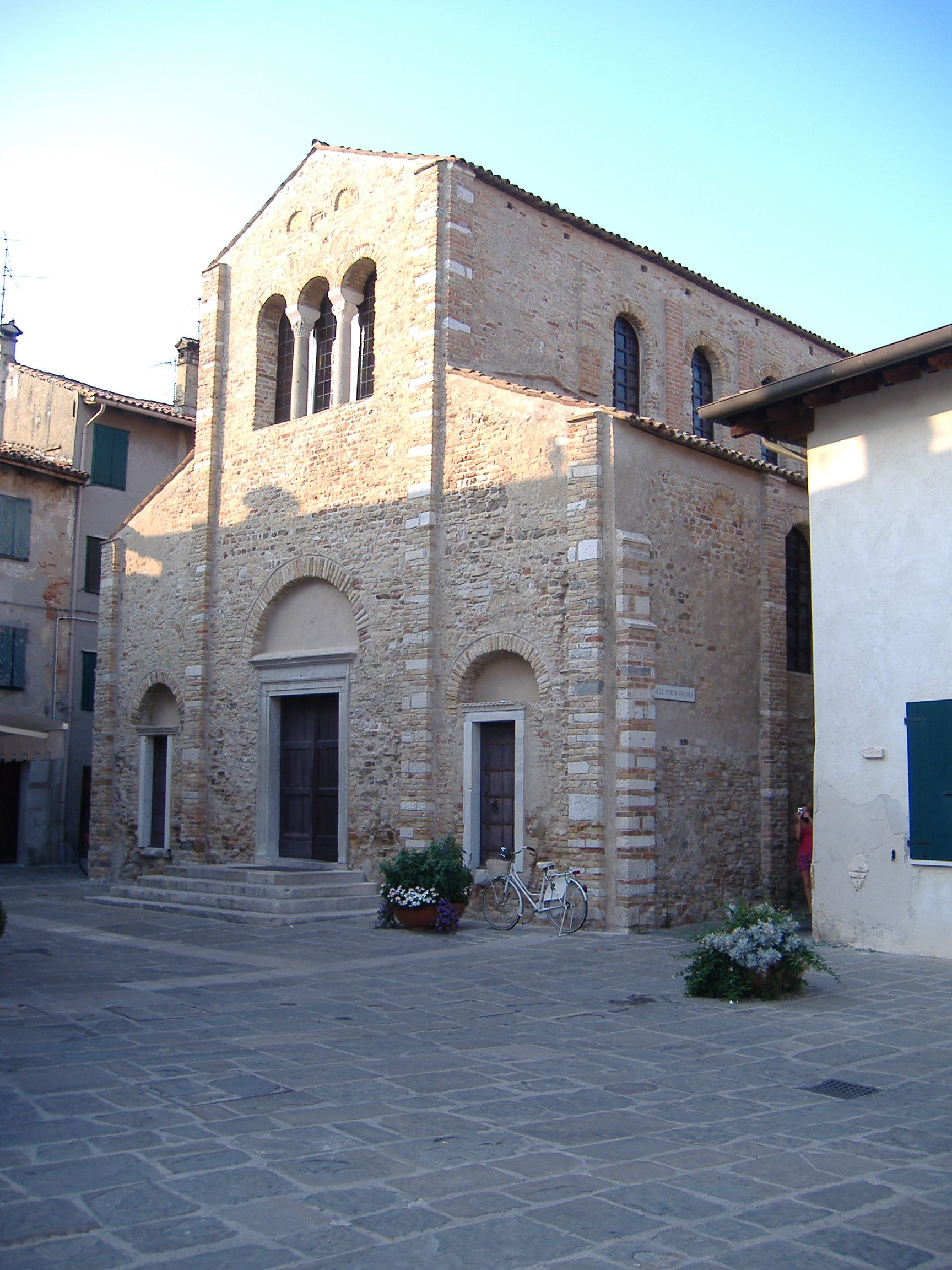
サンタマリア・デッレ・グラツィエ聖堂
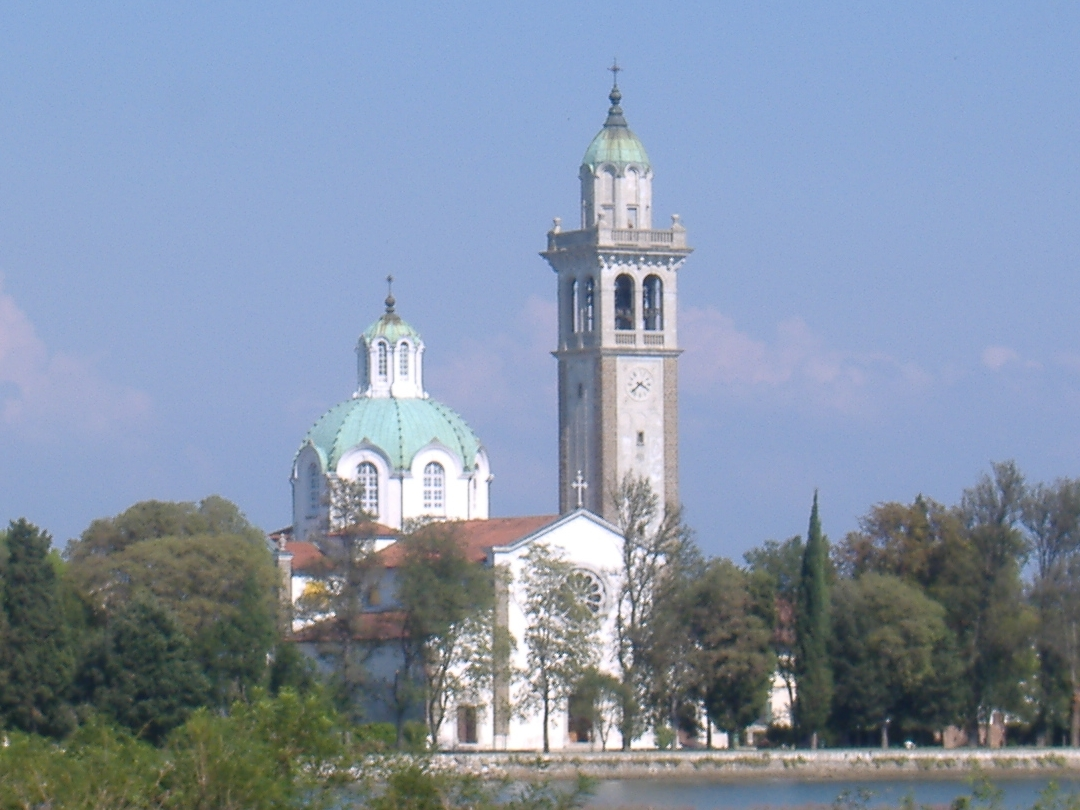
バルバナ教会
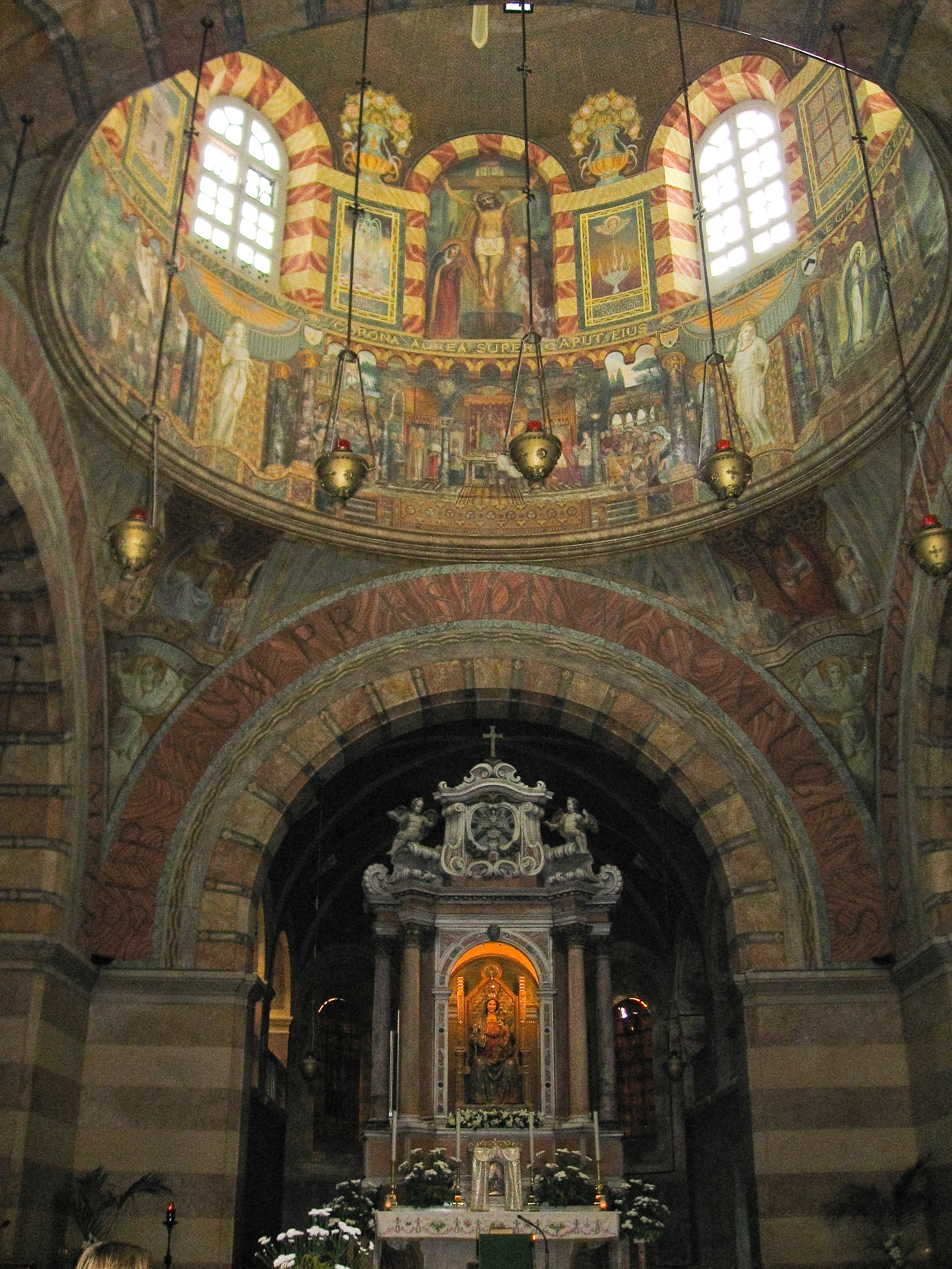
バルバナ教会内部
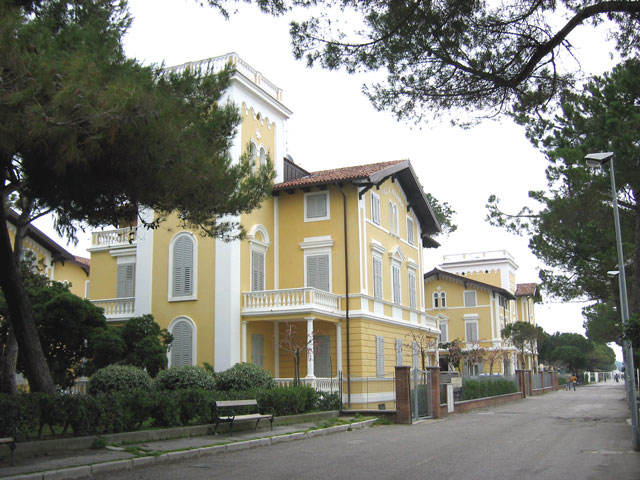
Villa Bianchi

## 自然・環境
市域の東部に位置する潟湖と湿地から作られた養魚池 Valle Cavanata は、自然保護区に指定されており (it:Riserva naturale della Valle Cavanata) 、ラムサール条約の定める「国際的に重要な湿地」に登録されている。イタリアのラムサール条約登録地一覧も参照。

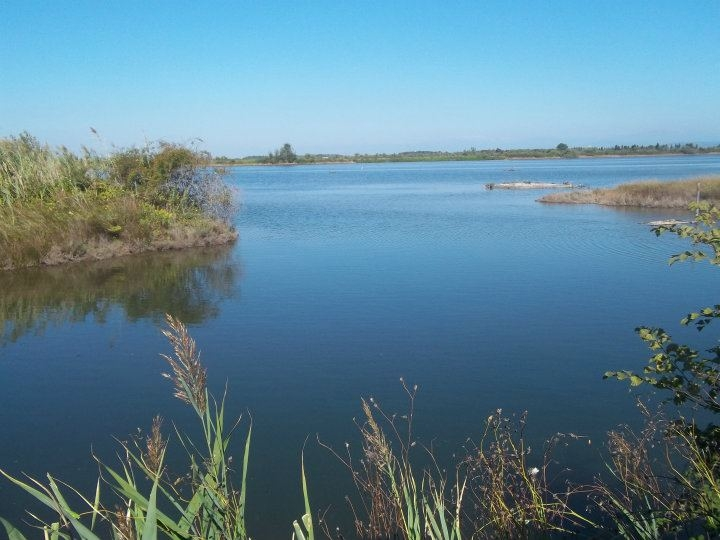

## 姉妹都市
- ザンクト・ローレンツェン・バイ・クニッテルフェルト（ドイツ語版）（オーストリア）
- ファイストリッツ・バイ・クニッテルフェルト（ドイツ語版）（オーストリア）

## 人物

### おもな出身者
- ビアジョ・マリン (it:Biagio Marin)  - 詩人